# Huamantla (municipi)
Huamantla és un municipi de l'estat de Tlaxcala. Huamantla és el cap de municipi i principal centre de població d'aquesta municipalitat. Aquest municipi és a la part est de l'estat de Tlaxcala. Limita al nord amb els municipis de Apizaco, al sud amb estat de Puebla, a l'oest amb San Pablo del Monte i a l'est amb Ixtenco.